# Trichosiphonaphis polygoni
Trichosiphonaphis polygoni är en insektsart som först beskrevs av Van der Goot 1917.  Trichosiphonaphis polygoni ingår i släktet Trichosiphonaphis och familjen långrörsbladlöss. Inga underarter finns listade i Catalogue of Life.